# 趙世權
趙世權（Cho Se-Kwon，1978年06月26日—），出生于南韓，南韓职业足球运动员，司職後衛。
趙世權曾经效力蔚山现代，全南天龙，中国球队辽宁宏运及重庆力帆。
他曾入选韩国国青队、韩国国奥队、韩国国家队。
他是韓國2000年悉尼奧運足球項目運動員的一分子。

## 連結
- K-League Player Record[永久] 
- N-League Player Record - 조세권[] 
- National Team Player Record[] 
- FIFA Player Statistics （页面存档备份，存于）
- Club & Country Statistics （页面存档备份，存于）